# 3795 Nigel
3795 Nigel este un asteroid din centura principală, descoperit pe 8 aprilie 1986 de Eleanor Helin.